# Liechtenstein op de Olympische Spelen

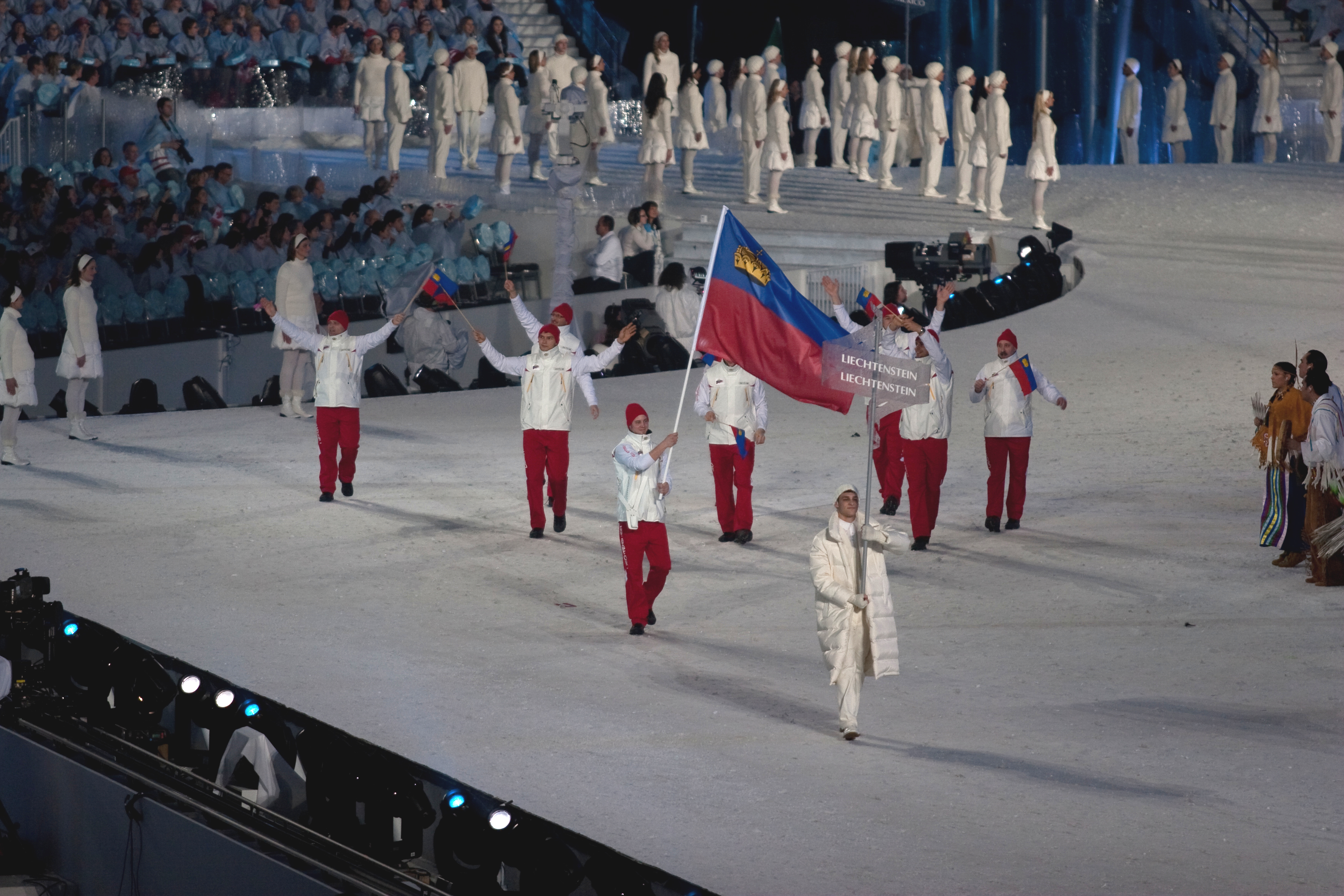
Ploeg van Liechtenstein bij de opening van de Olympische Winterspelen 2010

Liechtenstein is een van de landen die deelneemt aan de Olympische Spelen. Liechtenstein debuteerde op de Winterspelen van 1936. In datzelfde jaar kwam het voor het eerst uit op de Zomerspelen.
In 2022 nam Liechtenstein voor de 20e keer deel aan de Winterspelen, in 2024 voor de negentiende keer aan de Zomerspelen. Er werden in totaal tien medailles (2-2-6) gewonnen, alle op de Winterspelen. De tien medailles werden allemaal in het alpineskiën behaald. Liechtenstein is zowel het kleinste, onafhankelijke, land ter wereld dat een olympische medaille behaalde als het enige land dat wel medailles behaalde op de Winter-, maar niet op de Zomerspelen.
Hanni Wenzel is de succesvolste deelneemster. In 1976 veroverde ze de eerste medaille voor Liechtenstein, ze werd derde op de slalom. In 1980 won ze drie medailles, goud op de slalom en reuzenslalom, zilver op de afdaling. Haar broer Andreas Wenzel won twee medailles, in 1980 zilver en in 1984 brons op de reuzenslalom. De andere vier medailles waren alle vier bronzen medailles, op de slalom behaald door Willi Frommelt (1976), Ursula Konzett (1984), Paul Frommelt (1988) en Tina Weirather (2018)

## Medailles en deelnames

### Overzicht
De tabel geeft een overzicht van de jaren waarin werd deelgenomen, het aantal gewonnen medailles en de eventuele plaats in het medailleklassement.
| Zomerspelen | Zomerspelen | Zomerspelen | Zomerspelen | Zomerspelen | Zomerspelen |        | Winterspelen | Winterspelen | Winterspelen | Winterspelen | Winterspelen | Winterspelen |
| Jaar        | Goud        | Zilver      | Brons       | Totaal      | Rang        | Jaar   | Goud         | Zilver       | Brons        | Totaal       | Rang         |              |
| 1936        | 0           | 0           | 0           | 0           | -           | 1936   | 0            | 0            | 0            | 0            | -            |              |
| 1948        | 0           | 0           | 0           | 0           | -           | 1948   | 0            | 0            | 0            | 0            | -            |              |
| 1952        | 0           | 0           | 0           | 0           | -           | 1952   | -            | -            | -            | -            | -            |              |
| 1956        | -           | -           | -           | -           | -           | 1956   | 0            | 0            | 0            | 0            | -            |              |
| 1960        | 0           | 0           | 0           | 0           | -           | 1960   | 0            | 0            | 0            | 0            | -            |              |
| 1964        | 0           | 0           | 0           | 0           | -           | 1964   | 0            | 0            | 0            | 0            | -            |              |
| 1968        | 0           | 0           | 0           | 0           | -           | 1968   | 0            | 0            | 0            | 0            | -            |              |
| 1972        | 0           | 0           | 0           | 0           | -           | 1972   | 0            | 0            | 0            | 0            | -            |              |
| 1976        | 0           | 0           | 0           | 0           | -           | 1976   | 0            | 0            | 2            | 2            | 14           |              |
| 1980        | -           | -           | -           | -           | -           | 1980   | 2            | 2            | 0            | 4            | 6            |              |
| 1984        | 0           | 0           | 0           | 0           | -           | 1984   | 0            | 0            | 2            | 2            | 16           |              |
| 1988        | 0           | 0           | 0           | 0           | -           | 1988   | 0            | 0            | 1            | 1            | 16           |              |
| 1992        | 0           | 0           | 0           | 0           | -           | 1992   | 0            | 0            | 0            | 0            | -            |              |
| 1996        | 0           | 0           | 0           | 0           | -           | 1994   | 0            | 0            | 0            | 0            | -            |              |
| 2000        | 0           | 0           | 0           | 0           | -           | 1998   | 0            | 0            | 0            | 0            | -            |              |
| 2004        | 0           | 0           | 0           | 0           | -           | 2002   | 0            | 0            | 0            | 0            | -            |              |
| 2008        | 0           | 0           | 0           | 0           | -           | 2006   | 0            | 0            | 0            | 0            | -            |              |
| 2012        | 0           | 0           | 0           | 0           | -           | 2010   | 0            | 0            | 0            | 0            | -            |              |
| 2016        | 0           | 0           | 0           | 0           | -           | 2014   | 0            | 0            | 0            | 0            | -            |              |
| 2020        | 0           | 0           | 0           | 0           | -           | 2018   | 0            | 0            | 1            | 1            | 28           |              |
| 2024        | 0           | 0           | 0           | 0           | -           | 2022   | 0            | 0            | 0            | 0            | -            |              |
| Totaal      | 0           | 0           | 0           | 0           |             | Totaal | 2            | 2            | 6            | 10           |              |              |
| Tot. Z+W    | 2           | 2           | 6           | 10          |             |        |              |              |              |              |              |              |

### Winterspelen
| Jaar | Sport       | Olympiër       | Onderdeel        | Medaille |
| ---- | ----------- | -------------- | ---------------- | -------- |
| 1976 | Alpineskiën | Willi Frommelt | slalom (m)       | Brons    |
| 1976 | Alpineskiën | Hanni Wenzel   | slalom (v)       | Brons    |
| 1980 | Alpineskiën | Andreas Wenzel | reuzenslalom (m) | Zilver   |
| 1980 | Alpineskiën | Hanni Wenzel   | afdaling (v)     | Zilver   |
| 1980 | Alpineskiën | Hanni Wenzel   | reuzenslalom (v) | Goud     |
| 1980 | Alpineskiën | Hanni Wenzel   | slalom (v)       | Goud     |
| 1984 | Alpineskiën | Andreas Wenzel | reuzenslalom (m) | Brons    |
| 1984 | Alpineskiën | Ursula Konzett | slalom (v)       | Brons    |
| 1988 | Alpineskiën | Paul Frommelt  | slalom (m)       | Brons    |
| 2018 | Alpineskiën | Tina Weirather | super g (v)      | Brons    |

Afghanistan · Albanië · Algerije · Amerikaans-Samoa · Amerikaanse Maagdeneilanden · Andorra · Angola · Antigua en Barbuda · Argentinië · Armenië · Aruba · Australië · Azerbeidzjan · Bahama's · Bahrein · Bangladesh · Barbados · België · Belize · Benin · Bermuda · Bhutan · Bolivia · Bosnië en Herzegovina · Botswana · Brazilië · Britse Maagdeneilanden · Brunei · Bulgarije · Burkina Faso · Burundi · Cambodja · Canada · Centraal-Afrikaanse Republiek · Chili · China · Chinees Taipei · Colombia · Comoren · Congo-Brazzaville · Congo-Kinshasa · Cookeilanden · Costa Rica · Cuba · Cyprus · Denemarken · Djibouti · Dominica · Dominicaanse Republiek · Duitsland · Ecuador · Egypte · El Salvador · Equatoriaal-Guinea · Eritrea · Estland · Ethiopië · Fiji · Filipijnen · Finland · Frankrijk · Gabon · Gambia · Georgië · Ghana · Grenada · Griekenland · Groot-Brittannië · Guam · Guatemala · Guinee · Guinee-Bissau · Guyana · Haïti · Honduras · Hongarije · Hongkong · Ierland · IJsland · India · Indonesië · Irak · Iran · Israël · Italië · Ivoorkust · Jamaica · Japan · Jemen · Jordanië · Kaaimaneilanden · Kaapverdië · Kameroen · Kazachstan · Kenia · Kirgizië · Kiribati · Koeweit · Kosovo · Kroatië · Laos · Lesotho · Letland · Libanon · Liberia · Libië · Liechtenstein · Litouwen · Luxemburg · Madagaskar · Malawi · Malediven · Maleisië · Mali · Malta · Marokko · Marshalleilanden · Mauritanië · Mauritius · Mexico · Micronesië · Moldavië · Monaco · Mongolië · Montenegro · Mozambique · Myanmar · Namibië · Nauru · Nederland · Nepal · Nicaragua · Nieuw-Zeeland · Niger · Nigeria · Noord-Korea · Noord-Macedonië · Noorwegen · Oeganda · Oekraïne · Oezbekistan · Oman · Oost-Timor · Oostenrijk · Pakistan · Palau · Palestina · Panama · Papoea-Nieuw-Guinea · Paraguay · Peru · Polen · Portugal · Puerto Rico · Qatar · Roemenië · Rusland · Rwanda · Saint Kitts en Nevis · Saint Lucia · Saint Vincent en de Grenadines · Salomonseilanden · Samoa · San Marino · Saoedi-Arabië · Sao Tomé en Principe · Senegal · Servië · Seychellen · Sierra Leone · Singapore · Slovenië · Slowakije · Somalië · Spanje · Sri Lanka · Soedan · Suriname · Swaziland · Syrië · Tadzjikistan · Tanzania · Thailand · Togo · Tonga · Trinidad en Tobago · Tsjaad · Tsjechië · Tunesië · Turkije · Turkmenistan · Tuvalu · Uruguay · Vanuatu · Venezuela · Verenigde Arabische Emiraten · Verenigde Staten · Vietnam · Wit-Rusland · Zambia · Zimbabwe · Zuid-Afrika · Zuid-Korea · Zuid-Soedan · Zweden · Zwitserland
Historische landen: Bohemen · Bondsrepubliek Duitsland · Brits-Indië · Duitse Democratische Republiek · Joegoslavië · Malaya · Nederlandse Antillen · Noord-Borneo · Noord-Jemen · Saarland · Servië en Montenegro · Sovjet-Unie · Tsjecho-Slowakije · West-Indische Federatie · Zuid-Jemen
Bijzondere deelnames: Onafhankelijke olympische atleten · Vluchtelingenteam 
 Australazië · Duits Eenheidsteam · Gemengd team · Gezamenlijk Team